# Uraecha punctata
Uraecha punctata är en skalbaggsart som beskrevs av Charles Joseph Gahan 1888. Uraecha punctata ingår i släktet Uraecha och familjen långhorningar. Inga underarter finns listade i Catalogue of Life.